# أدهم خالد
أدهم خالد (مواليد 14 يناير 2002) هو لاعب كرة قدم مصري، يجيد اللعب كظهير أيسر، ويلعب حاليًا مع نادي بني ياس الإماراتي كلاعب من مواليد الدولة.

## مسيرة اللاعب
لعب سابقاً في لا ليغا اس بي سي ونادي الجزيرة ونادي العين ونادي بني ياس.

## روابط خارجية
- أدهم خالد على موقع Soccerway.com (الإنجليزية)